# ГЕС Rapide-2
ГЕС Rapide-2 — гідроелектростанція у канадській провінції Квебек. Знаходячись між ГЕС Rapide-7 (вище по течії) та ГЕС Rapides-des-Quinze, входить до складу каскаду на Оттаві, яка впадає ліворуч до річки Святого Лаврентія (дренує Великі озера).
У межах проекту річку перекрили бетонною гравітаційною греблею висотою 38 метрів, яка утримує водосховище з площею поверхні 33,1 км2 та об'ємом 211 млн м3.
Пригреблевий машинний зал у 1954—1965 роках обладнали чотирма турбінами типу Френсіс, які використовують напір у 20,4 метра. На початок 2000-х їхня загальна потужність рахувалась як 48 МВт, а в другій половині 2010-х — вже як 67 МВт.